# Liste des cathédrales à Madagascar
La liste des cathédrales à Madagascar présente six cathédrales anglicanes, une cathédrale orthodoxe et une vingtaine de cathédrales catholiques.

## Liste des cathédrales

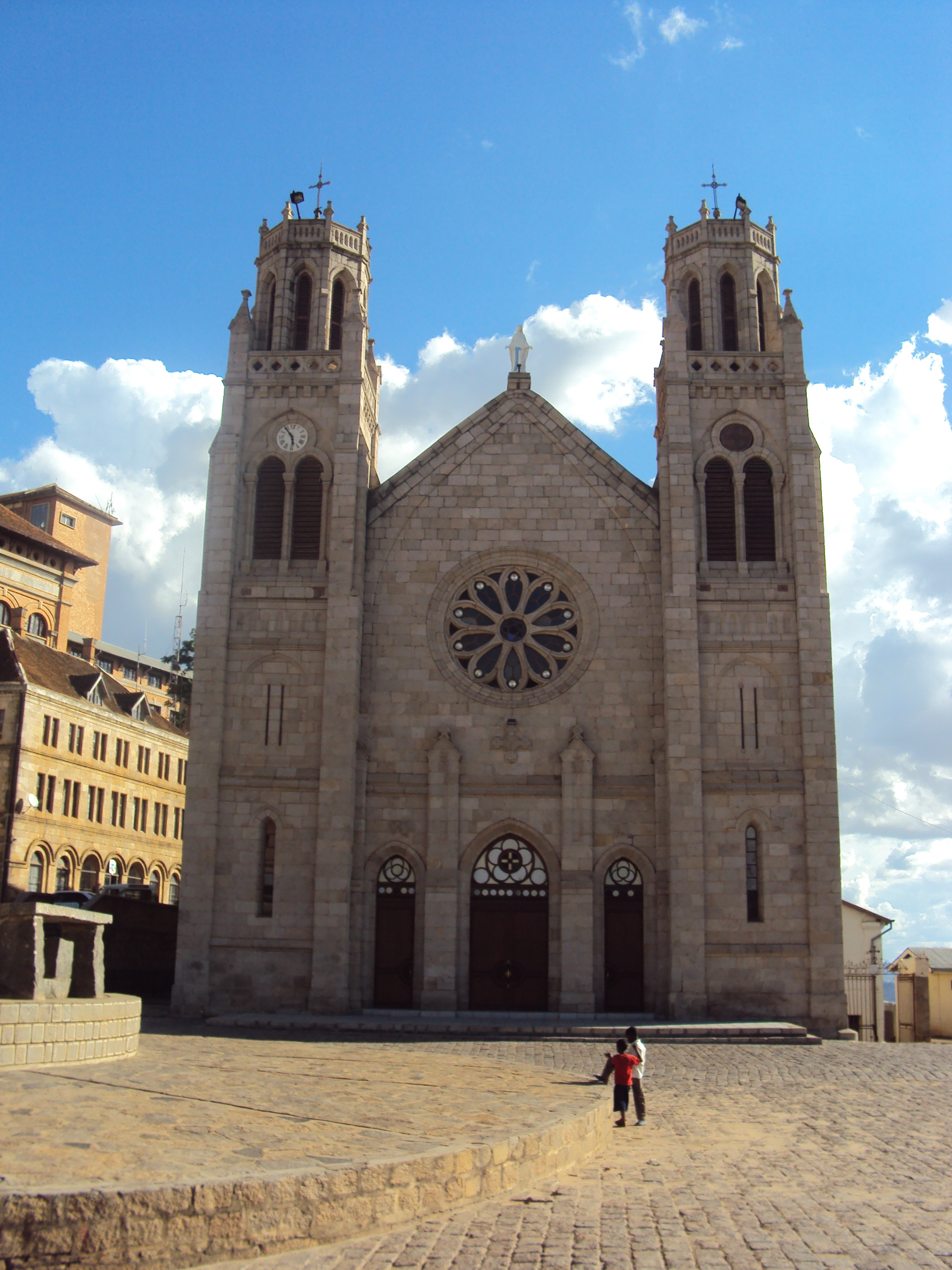
Cathédrale de l'Immaculée-Conception d'Antananarivo

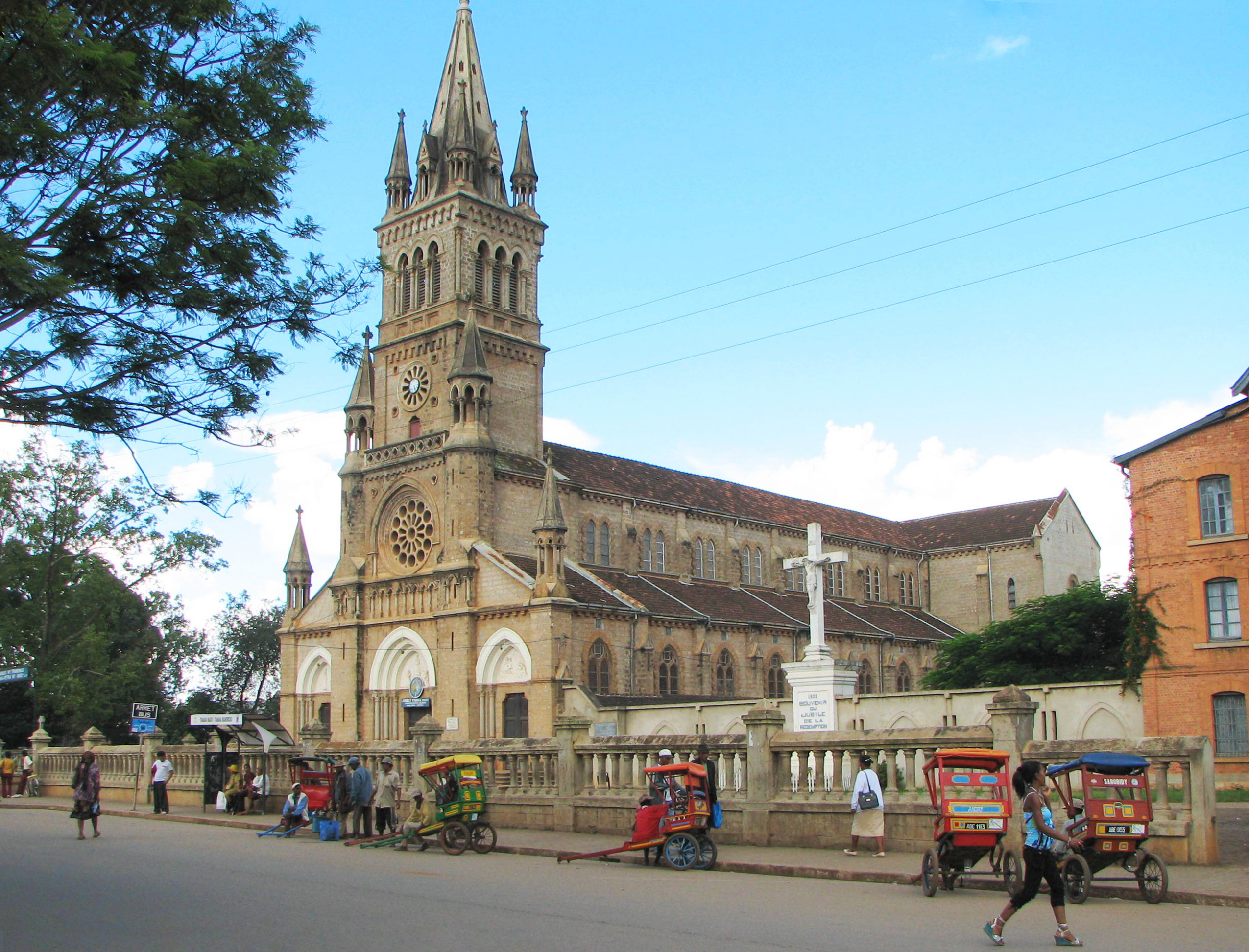
Cathédrale Notre-Dame-de-la-Salette

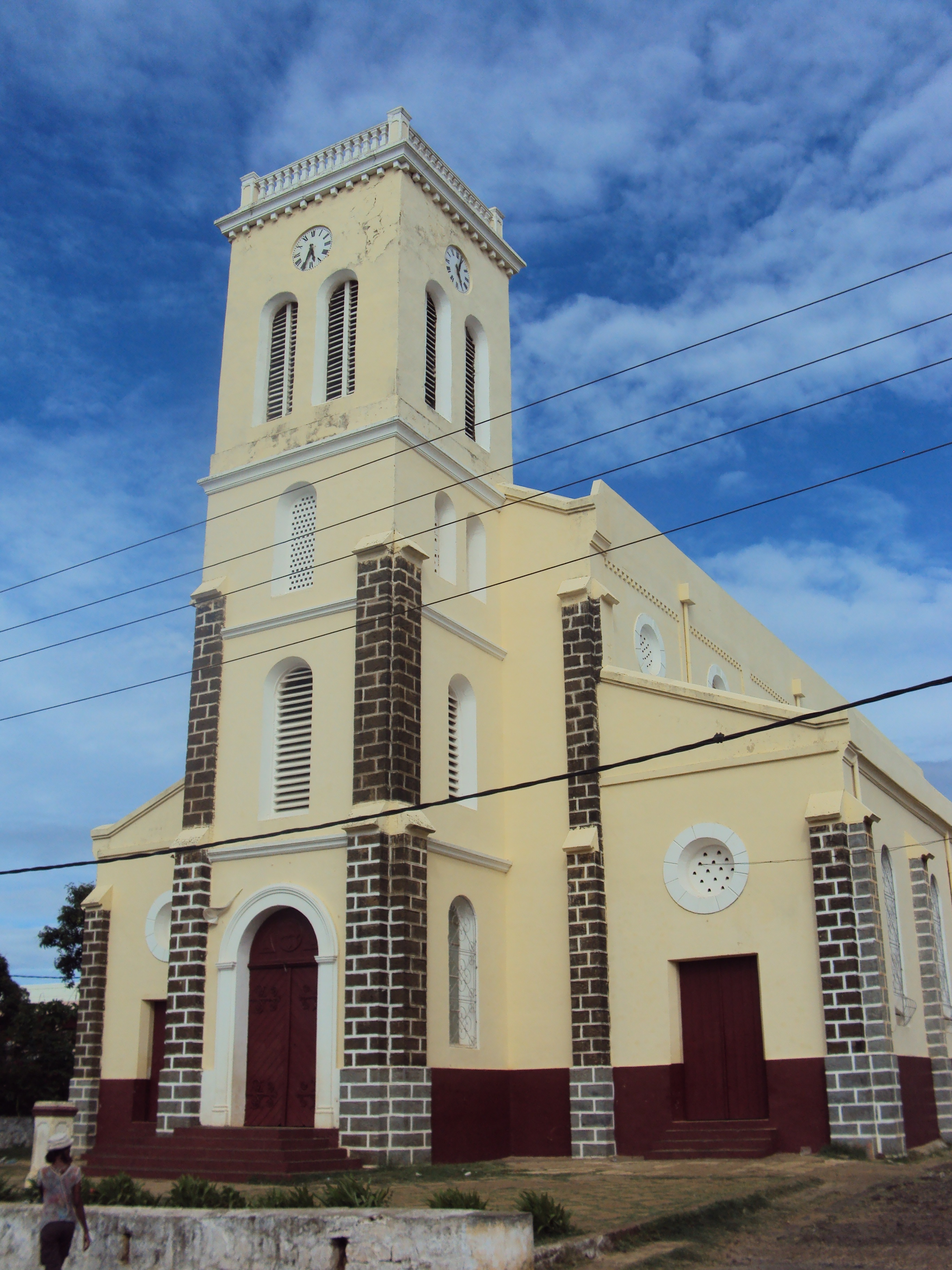
Cathédrale du Sacré-Cœur de Jésus, Antsiranana

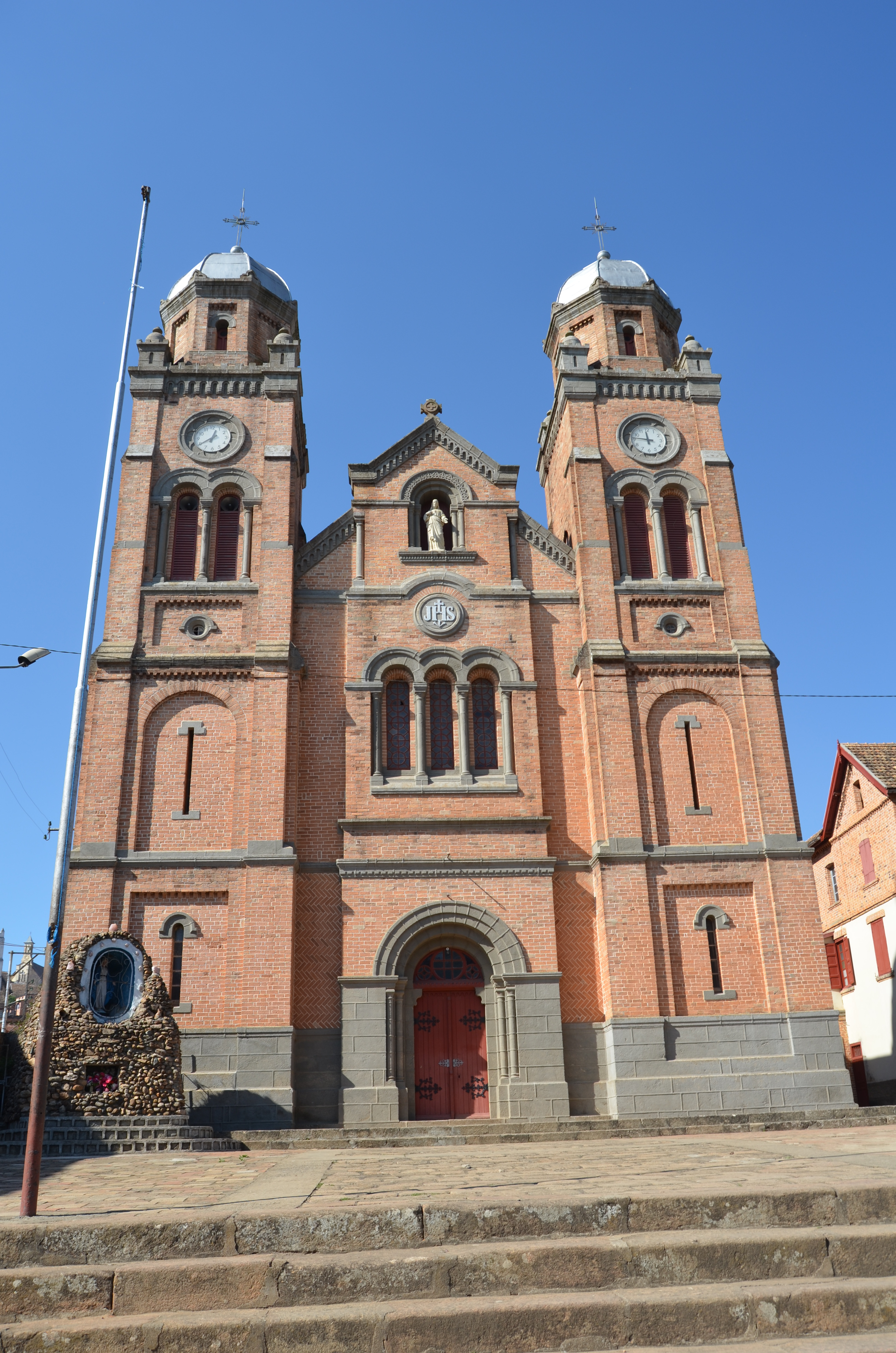
Cathédrale du Saint-Nom-de-Jésus de Fianarantsoa

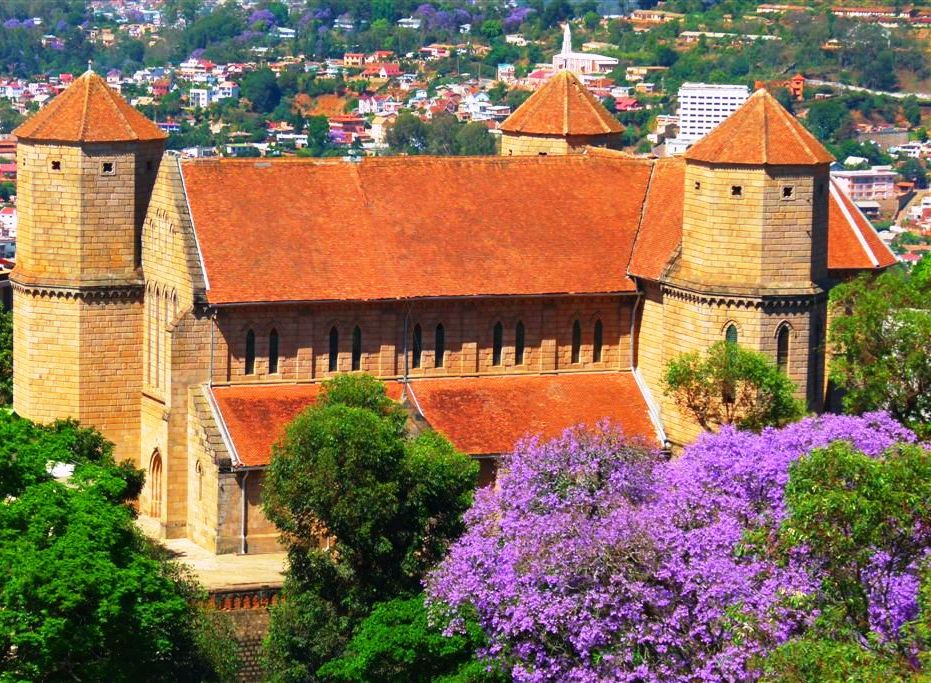
Cathédrale St Laurent Ambohimanoro (Santa Laurent), Antananarivo

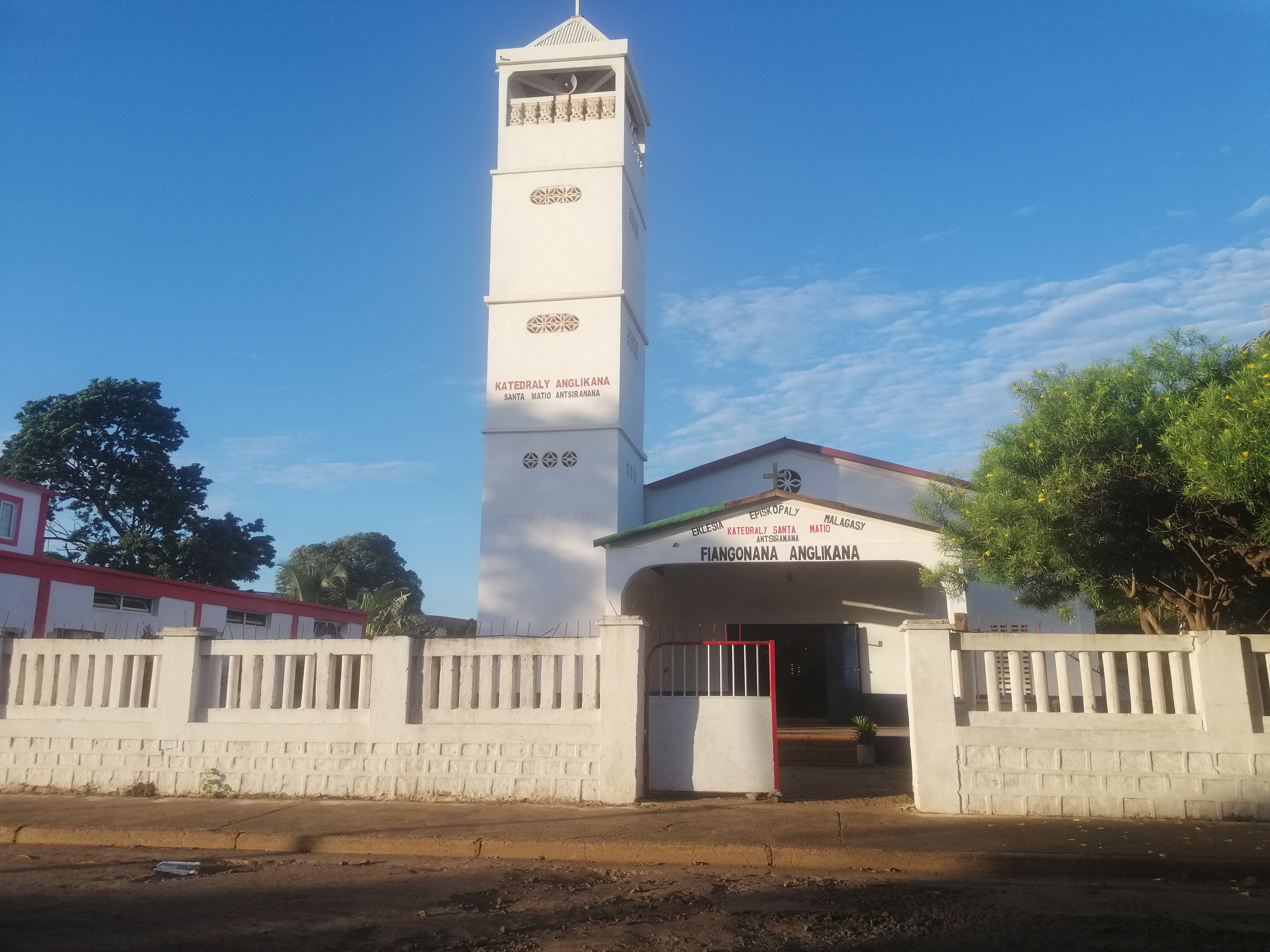
Cathédrale Saint-Matthieu (Santa Matio), Antsiranana

| Cathédrale                                            | Lieu                    | Réf.                    |
| Cathédrales catholiques                               | Cathédrales catholiques | Cathédrales catholiques |
| ----------------------------------------------------- | ----------------------- | ----------------------- |
| Cathédrale de l'Immaculée-Conception                  | Antananarivo            |                         |
| Cathédrale du Saint-Nom-de-Jésus                      | Fianarantsoa            |                         |
| Cathédrale Saint-Joseph                               | Toamasina               |                         |
| Cathédrale du Sacré-Cœur de Jésus                     | Antsiranana             |                         |
| Cathédrale Saint-Joseph                               | Ambanja                 |                         |
| Cathédrale Notre-Dame-de-l’Assomption                 | Port-Bergé              |                         |
| Cathédrale du Cœur-Immaculé de Marie                  | Mahajanga               |                         |
| Cathédrale Saint-Maurice                              | Fénérive Est            |                         |
| Cathédrale de la Très Sainte Trinité                  | Ambatondrazaka          |                         |
| Cathédrale du Sacré-Cœur de Jésus                     | Moramanga               |                         |
| Cathédrale Kristy Mpanjaka                            | Miarinarivo             |                         |
| Cathédrale Notre-Dame du Bon Remède                   | Tsiroanomandidy         |                         |
| Cathédrale du Cœur-Immaculé de Marie                  | Ambositra               |                         |
| Cathédrale Notre-Dame-de-la-Salette                   | Antsirabe               |                         |
| Cathédrale du Sacré-Cœur de Jésus                     | Farafangana             |                         |
| Cathédrale de Marie Mère de Dieu                      | Ihosy                   |                         |
| Cathédrale Saint-Agustin                              | Mananjary               |                         |
| Cathédrale du Sacré-Cœur de Jésus                     | Morombe                 |                         |
| Cathédrale Maria Manjaka Namahora                     | Morondava               |                         |
| Cathédrale Saint-Vincent de Paul                      | Tôlagnaro               |                         |
| Cathédrale Saint-Vincent de Paul                      | Toliara                 |                         |
| Cathédrale Notre-Dame-de-l’Assomption                 | Maintirano              |                         |
| Cocathédrale Saint-Joseph                             | Miandrivazo             |                         |
| Sources:                                              |                         |                         |
| Cathédrales anglicanes                                |                         |                         |
| Cathédrale Saint-Laurent Ambohimanoro (Santa Laurent) | Antananarivo            |                         |
| Cathédrale Saint-Jacques (santa Jakoba)               | Toamasina               |                         |
| Cathédrale Saint-Matthieu (Santa Matio)               | Antsiranana             | [ 2 ]                   |
| Cathédrale Saint-Luc (Santa Lioka)                    | Mahajanga               |                         |
| Cathédrale Saint-Patrick (Santa Patrika)              | Toliara                 | [ 3 ]                   |
| Cathédrale Saint-Mark (Santa Marka)                   | Fianarantsoa            |                         |
| Cathédrales orthodoxes                                |                         |                         |
| Cathédrale de l'Assomption                            | Antananarivo            |                         |